# Ingeborg (1960)
Ingeborg ist eine deutsche Filmkomödie aus dem Jahre 1960 nach dem gleichnamigen Bühnenstück von Curt Goetz. Unter der Regie von Wolfgang Liebeneiner spielt Ingrid Ernest eine Frau zwischen zwei Männern (Walter Giller und Dietmar Schönherr).

## Handlung
Ingeborg und ihr Mann Ottokar, ein etwas zerstreut und linkisch wirkender, freundlicher Zeitgenosse, der durch die Erfindung einer äußerst praktischen Plastikflasche zu großem Wohlstand gekommen ist, führen eine glückliche Ehe. Eigentlich. Denn eines Tages erhält Ingeborg Besuch von ihrem alten Schulfreund Peter, der so ganz das Gegenteil von dem verschnarchten Ottokar ist. Der weltoffene und smarte Peter gibt sich gern geheimnisvoll, und bald hat sich Ingeborg in diesen Mann aus ihrer Vergangenheit verliebt. Dabei kennt sie ihn eigentlich gar nicht richtig! Denn Peters Schwärmerei von einst hatte Ingeborg nicht mitbekommen. Während der Schulzeit hatte Peter das Mädchen bei einem verbotenen Treffen mit Ottokar gesehen, sich aber, als ihm ein Lehrer zwingen wollte, ihn zu verpetzen, diesem Ansinnen verweigert und war deshalb von der Schule verwiesen worden.
Ingeborg war seitdem hin und weg vom unbekannten „Ritter“ und rühmte seitdem vor Ottokar dessen chevalereske Verhaltensweise. Ottokar war es eines Tages leid und gab sich schließlich selbst als eben jener Unbekannte aus. Nun droht der Schwindel aufzufliegen. Beide Männer lieben Ingeborg und mögen sich ärgerlicherweise auch noch, was sie bei so manchem gemeinsamen Trinkgelage zeigen. Nach einigen Verwicklungen muss die junge Frau feststellen, dass sie ihre beiden Männer, jeden für sich und jeden gleichermaßen, ebenfalls liebt. Was also tun? Den eigenen Mann will Ingeborg weder betrügen noch verlassen, denn sie liebt Ottokar. Auf der anderen Seite hat Peter all das, woran es Ottokar mangelt. Sie fragt ihre lebenslustige Tante Ottilie, die nie um eine Lebensweisheit verlegen ist, um Rat. Die weiß, was zu tun ist: „Die Frau bleibt bei dem Mann, den sie liebt, und mit dem anderen hat sie eine Liaison.“ Dass die beiden betroffenen Männer von dieser „unmoralischen“ Idee nicht sonderlich begeistert sind, ist ebenso klar.

## Produktionsnotizen
Ingeborg, die letzte Curt-Goetz-Verfilmung, an der der Autor noch persönlich beteiligt gewesen war, wurde am 6. Oktober 1960 im Kölner Universum uraufgeführt. Goetz hat den Film nicht mehr erlebt, er starb rund vier Wochen zuvor.
Wolf Englert und Ernst Richter zeichneten für die Filmbauten verantwortlich, Wolfgang Bellenbaum war Regieassistent.
Bei der erfolgreichen Uraufführung des Stückes, mit der am 8. Oktober 1921 das Berliner Theater am Kurfürstendamm eröffnet wurde, spielte Curt Goetz den Ottokar und Adele Sandrock die trinkfeste Tante Ottilie.

## Kritiken
„Ein durch ein Dialogpointenfeuerwerk den Bühnenvorwurf nicht verleugnender Streifen, der mit recht unterschiedlichen Kräften in gemächlichem Tempo kammerspielartig inszeniert [wurde] …“

„Nach dem witzigen Bühnenstück von Curt Goetz im Stil einer konventionell inszenierten, aber im ganzen gefällig unterhaltenden Dialogkomödie präsentiert.“